# Kosrae-szigeti seregély
A kosrae-szigeti seregély (Aplonis corvina) a madarak osztályának Verébalakúak (Passeriformes) rendjébe és a seregélyfélék (Sturnidae) családjába tartozó kihalt faj.

## Előfordulása
Mikronézia államhoz tartozó Karolina-szigetek egyik tagján, a Kosrae-szigetén élt. A természetes élőhelye szubtrópusi és trópusi hegyi esőerdőkben volt.

## Felfedezése, kihalása
A fajt kizárólag Heinrich von Kittlitz látta élőben az 1820-as években. Nem ismertek kihalása okai, de Otto Finsch a következő tudós, aki 1880-ban látogatott el a szigetre, de már nem talált élő példányt.

## Megjelenése
Testhossza elérte a 20-25,4 centimétert. Varjúhoz hasonlatos madárnak, fényes fekete tolla, hosszú görbe csőre és szintén hosszú farka volt.